# Hilcrhyme MESSAGE TOUR 2011
『Hilcrhyme MESSAGE TOUR 2011』（ヒルクライム・メッセージ・ツアー・2011）は、2011年8月11日にユニバーサルJから発売されたHilcrhymeの映像作品である。

## 概要
全国22箇所の自身最大ツアーから2011年6月13日TOKYO DOME CITY HALLの模様を収録。公演の模様を収めたDVDに加えて、ツアー全箇所を密着した舞台裏も収録。

## 収録曲

### DISC 1
1. ルーズリーフ
2. BOYHOOD
3. チャイルドプレイ
4. LAMP LIGHT
5. SH704i
6. Shampoo
7. 光
8. Please Cry
9. My Place
10. 押韻見聞録
11. No.109
12. デタミネーション
13. SKY DRIVE
14. トラヴェルマシン
15. RIDERS HIGH
16. Moon Rise
17. Little Samba 〜情熱の金曜日〜
18. X Y Z

### DISC 2
1. 春夏秋冬
2. 大丈夫
3. MESSAGE BOX
4. no one
5. 臆病な狼

- 特別映像
  - Documentary of“Hilcrhyme MESSAGE TOUR 2011”Complete
  - そんとくう が行く！